# 日本政策フロンティア
日本政策フロンティア（JPF、Japan Policy Frontier）は、日本の特定非営利活動法人のひとつで非営利型の政策シンクタンク。
地球市民会議を立ち上げ、その活動の一環としてリンカーン・フォーラムを通じて、2001年の第42回衆議院議員総選挙で全国で立候補者による公開討論会を展開した小田全宏らが中心となって設立した。

## 概要
- 最高顧問　稲盛和夫・中田宏
- 理事長 小田全宏
- 副理事長　坂東弘康
- 理事　大吉弘・加藤秀樹・高橋史朗・松尾一也
- 監事　太田孝昭・福井誠
- 事務局長　雀部道子

〒105-0001　東京都港区虎ノ門三丁目10番5号 水澤ビル6F

## 事業内容
事業内容は以下の通り
| 主な事業                                                                         | 主な事業 |
| 名称                                                                             | 事業 |
| -------------------------------------------------------------------------------- | --- |
| 調査・研究事業                                                                   | 基本政策集『日本国改造プログラム』のアップデート                                                                                               |
| 社会教育事業                                                                     | 「フロンティア・アカデミー」（仮称）を立ち上げ                                                                                                 |
| 公開討論会推進事業                                                               | 選挙立候補者による公開討論会開催推進 |
| 政策広報事業                                                                     | ウェブサイトの更新 |
| 機関紙発刊事業                                                                   | 『クォータリー』発行（3月）月刊誌『JPFレポート』を発行（4月～）                                                                                |
| 政策に関する研究受託事業                                                         | 政策に関する委託研究受託 |
| 政策情報提供事業                                                                 | インターネットによる政策情報の提供 |
| リサーチ能力開発事業                                                             | 研究員の受け入れ及び能力開発 |
| 非営利活動法人、または類似の目的を持つ法人や研究者とのネットワーク構築・支援事業 | - 富士山を世界遺産にする国民会議」の調査研究事業に対するサポート。 - 「テラルネッサンス」 「師範塾」「地球村」「国際武道人育英」との提携や支援 |